# April 2016
Dit artikel geeft een chronologisch overzicht van de belangrijkste gebeurtenissen per dag in de maand april in het jaar 2016.

## Gebeurtenissen

### 1 april
- Er bestaat een sterke wetenschappelijke consensus over het verband tussen het zikavirus en aandoeningen als microcefalie en het syndroom van Guillain-Barré. Dat zegt de Wereldgezondheidsorganisatie.
- De Belgische regering voert een tolheffing in op de snelwegen in het land.
- De Europese Unie legt sancties op tegen drie Libische politici wegens het dwarsbomen van de vorming van een regering van nationale eenheid.
- Het Hoog Commissariaat voor de Vluchtelingen uit zijn zorgen over de situatie in de vluchtelingenkampen in Griekenland.
- Turkije ontkent Syrische vluchtelingen terug te sturen naar oorlogsgebied.

### 2 april
- Oostenrijk kondigt strenge controles aan de grens met Italië.
- Het Syrische leger vindt een massagraf met 42 lijken in Palmyra.
- Japanse wetenschappers kweken huid met haar in een laboratorium.
- Bij een botsing tussen een eenmotorig vliegtuig en een auto op een Amerikaanse snelweg vallen één dode en vijf gewonden.
- Bij vuurgevechten tussen Armenië en Azerbeidzjan in de betwiste regio Nagorno-Karabach komen twaalf Azerbeidzjaanse en achttien Armeense militairen om het leven.
- Een Britse dokter onthult aan The Sunday Times dat hij doping heeft gegeven aan 150 topsporters.
- Overstromingen door hevige regenval in het noordwesten van Pakistan kosten aan meer dan veertig mensen het leven.

### 3 april
- In het zuidoosten van Turkije komen vijf Turkse militairen en een politieagent om het leven bij een anti-terreuroperatie.
- De Verenigde Staten stuurt twaalf F-15-gevechtsvliegtuigen en circa 350 leden van de Amerikaanse luchtmacht naar IJsland en Nederland voor training en ter ontmoediging van Russische agressie.
- Luchthaven Zaventem gaat voor het eerst open sinds de aanslagen op 22 maart met drie vluchten naar Athene, Faro en Turijn.
- Azerbeidzjan kondigt een eenzijdig staakt-het-vuren af.
- Uit ruim elf miljoen gelekte documenten komt naar voren dat het Panamese advocatenkantoor Mossack Fonseca rijkaards als de Oekraïense president Petro Porosjenko, de IJslandse premier Sigmundur Davíð Gunnlaugsson, de Chinese acteur en stuntman Jackie Chan, oud-UEFA-voorzitter Michel Platini en de Argentijnse voetballer Lionel Messi heeft geholpen met belastingontwijking via belastingparadijzen. Het is de grootste datalek in de geschiedenis. (Lees verder)

### 4 april
- Een eerste groep van duizenden gedeporteerde vluchtelingen uit Griekenland arriveert in Turkije.
- De Amerikaanse luchtvaartmaatschappij Alaska Airlines neemt branchegenoot Virgin America over.
- Bij een viertal zelfmoordaanslagen in Irak komen zeker 29 mensen om het leven.
- In de IJslandse hoofdstad Reykjavik komen duizenden mensen bijeen om het aftreden van premier Sigmundur Davíð Gunnlaugsson te eisen na de onthulling van de Panama Papers, waarin zijn naam wordt genoemd.
- Turkse gevechtsvliegtuigen voeren luchtaanvallen uit op PKK-doelen in het noorden van Irak.
- Driehonderd werknemers van een Syrische cementfabriek verdwijnen spoorloos na een aanval van terreurgroep IS.

### 5 april
- Bij een helikoptercrash in de Amerikaanse staat Tennessee komen de vijf inzittenden van het toestel om het leven.
- Het Nigeriaanse leger pakt de leider van Ansaru op, een splintergroepering van terreurgroep Boko Haram.
- De Oekraïense belastingdienst stelt een onderzoek in naar de boekhouding van president Porosjenko naar aanleiding van de onthulling van de zogeheten Panama Papers.
- Uit onderzoek van de Europese organisatie Foodwatch blijkt dat voedingsmiddelen verrijkt met extra vitaminen niet gezond zijn.
- De IJslandse president Ólafur Ragnar Grímsson wijst een verzoek tot ontbinding van het parlement van premier Gunnlaugsson af.
- Een rebellengroep in Syrië schiet een gevechtsvliegtuig van het Syrische leger neer.
- De Armeense separatisten en Azerbeidzjan bereiken een akkoord oven een staakt-het-vuren in de betwiste regio Nagorno-Karabach.
- De IJslandse premier Gunnlaugsson treedt af nadat hij in opspraak raakte na de onthulling van de zogeheten Panama Papers waarin zijn naam wordt genoemd.
- De Nederlandse Tweede Kamer kiest hoogleraar Margrite Kalverboer tot Kinderombudsman. Ze volgt hiermee Marc Dullaert op.

### 6 april
- Het Syrische leger voert met Russische luchtsteun de zwaarste offensief uit tegen de rebellen bij Aleppo.
- Volgens Mensenrechtenorganisatie Amnesty International zijn er wereldwijd meer doodvonnissen voltrokken in 2015 dan in de afgelopen 25 jaar.
- Uit berekeningen van de Wereldgezondheidsorganisatie WHO blijkt dat het aantal diabetespatiënten wereldwijd is verviervoudigd sinds 1980.
- De rechtbank in Parijs legt politicus Jean-Marie Le Pen een boete op van 30.000 euro wegens zijn uitspraak dat de gaskamers een detail zijn in de geschiedenis van de Tweede Wereldoorlog.
- Uit een verslag van het Hoog Commissariaat voor de Vluchtelingen blijkt dat er voedseltekort heerst in het vluchtelingenkamp in het Griekse eiland Lesbos.
- De Zwitserse politie doet een inval in het hoofdkantoor van de UEFA in Nyon naar aanleiding van de onthulling van de Duitse krant Süddeutsche Zeitung dat FIFA-voorzitter Gianni Infantino in 2006 als UEFA-directeur televisierechten zou hebben verkocht aan twee betrokkenen bij het FIFA-schandaal. Zijn naam duikt ook op in de Panama Papers.
- De twee coalitiepartijen in IJsland wijzen de minister van Visserij en Landbouw Sigurdur Ingi Johannsson aan als nieuwe premier. Hij volgt hiermee de afgetreden Sigmundur Davíð Gunnlaugsson op.
- Een meerderheid van de Nederlandse stemgerechtigden stemt in een raadgevend referendum tegen het Associatieverdrag tussen de Europese Unie en Oekraïne. (Lees verder)

### 7 april
- Het Vietnamese parlement kiest Nguyễn Xuân Phúc tot premier van het land.
- Het energiebedrijf Electrabel schakelt een van de reactoren van de Belgische kerncentrale Doel uit vanwege een technische storing.
- Panama stelt een onafhankelijke onderzoekscommissie in na de onthullingen uit de zogenoemde Panama Papers.
- Angola vraagt het Internationaal Monetair Fonds om noodhulp.
- De Venezolaanse president Maduro geeft werknemers in het land elke vrijdag in april en mei een vrije dag om energie te besparen.
- Bij een hack van de Filipijnse verkiezingscommissie zijn de gegevens van 55 miljoen stemgerechtigden uitgelekt.

### 8 april
- De Myanmarese regering laat het grootste deel van de politieke gevangenen vrij.
- Egypte en Saoedi-Arabië bereiken overeenstemming over de bouw van een brug over de Rode Zee.
- Bij een schietpartij op een Amerikaanse luchtmachtbasis in de staat Texas vallen twee doden.
- Uit onderzoek van wolkenwetenschappers blijkt dat de opwarming van de Aarde sneller geschiedt dan eerder werd gedacht. Volgens een van de wetenschappers moet de CO2-uitstoot nog verder omlaag gebracht worden dan afgesproken in het klimaatakkoord van december 2015.

### 9 april
- Uit de Panama Papers blijkt dat de Nederlandse ontwikkelingsorganisatie Solidaridad gebruikmaakt van brievenbusfirma's in Hong Kong, Panama en Zuid-Afrika.
- Noord-Korea voert een succesvol test met een nieuwe motor voor een langeafstandsraket. Dat meldt de staatstelevisie.
- Bij een busongeluk in het zuiden van Peru vallen 22 doden en 20 gewonden.
- Kroatië blokkeert de toetredingsonderhandelingen tussen Servië en de Europese Unie. (Lees verder)
- De rechter in Boston draagt Apple op om de FBI te helpen de iPhone van een bendelid te kraken.
- Terreurgroep Al Qaida executeert vijftien Jemenitische militairen.

### 10 april
- Bij een vuurwerkramp in het zuidwesten van India vallen meer dan honderd doden en ruim duizend gewonden. De brand ontstond nadat er vuurwerk in een vuurwerkopslagplaats die bij een hindoetempel hoorde terecht kwam.
- De Britse premier Cameron maakt zijn belastingaangiften van de afgelopen zes jaar openbaar nadat hij in opspraak raakte na de onthullingen uit de zogeheten Panama Papers waarin de naam van zijn vader wordt genoemd.
- De rechtbank Amsterdam bepaalt in hoger beroep dat woningcorporatie Ymere een bedrag van 7,6 miljoen euro moet betalen aan de onderwijsgroep ROC Leiden voor enkele oudere panden.
- Een krachtige aardbeving met een kracht van 7,1 op de schaal van Richter treft het grensgebied tussen Afghanistan en Pakistan.
- De Oekraïense premier Jatsenjoek kondigt zijn aftreden aan.
- Honderden vluchtelingen proberen door het hek bij de Grieks-Macedonische grens heen te breken. Ze worden tegengehouden met traangasgranaten, waterkanonnen en rubberkogels.
- Het Wereldvoedselprogramma van de Verenigde Naties voert een succesvolle voedseldropping uit boven de door terreurgroep IS belegerde Syrische stad Deir ez-Zor.
- De Keniase langeafstandsloper Marius Kipserem is met 2:06.11 de snelste in de 36e editie van de marathon van Rotterdam. Bij de vrouwen zegeviert de Ethiopische Letebrhan Haylay in een tijd van 2:26.15.
- De Nederlandse Tweede Kamer gaat een parlementaire mini-enquête houden naar belastingconstructies die via het land lopen. Aanleiding hiervoor zijn de onthullingen uit de Panama Papers.

### 11 april
- In Jemen geldt sinds middernacht een staakt-het-vuren tussen de Houthi's en de internationale coalitie onder leiding van Saoedi-Arabië. De gevechten tussen Houthi's en andere groeperingen gaan wel door.
- De Nederlandse staatsbank ABN Amro helpt via meerdere dochterbedrijven particuliere klanten om buiten beeld te blijven als eigenaren van bedrijven in belastingparadijzen. Dat melden Trouw en Het Financieele Dagblad op basis van gelekte documenten die de Panama Papers worden genoemd.
- De Poolse minister van Milieu breidt de wettelijk toegestane houtkap in het Woud van Białowieża uit naar meer dan 180.000 kubieke meter.
- Terreurgroep IS herovert de Syrische stad Al-Rai op het Vrij Syrisch Leger.
- Uit onderzoek van het RIVM blijkt dat de ziekte van Lyme niet altijd te herkennen is aan een rode ring rond de beet.
- De Protestantse Kerk Nederland distantieert zich van de antisemitische uitspraken van de Duitse theoloog Maarten Luther.
- Bij een bomaanslag in de Somalische hoofdstad Mogadishu vallen drie doden.
- De Belgische minister van Onderwijs en Cultuur in de Franse Gemeenschap Joëlle Milquet biedt haar ontslag aan.
- Egypte schenkt de eilanden Tiran en Sanafir in de Rode Zee aan Saudi-Arabië. Hiermee eindigt een zestienjarige dispuut over de eilanden.
- Vanuit Syrië worden vijf raketten afgevuurd op de Turkse grensstad Kilis. Als antwoord hierop voerde het Turkse leger beschietingen uit op buurland Syrië.
- Bij acht reddingsoperaties op de Middellandse Zee worden 1850 bootvluchtelingen gered.

### 12 april
- Een meerderheid van de leden van een comité van het Braziliaanse Lagerhuis stemt voor het houden van een afzettingsprocedure tegen president Dilma Rousseff.
- De belastingautoriteiten in Peru doen een inval bij het kantoor van het Panamese advocatenbedrijf Mossack Fonseca in de hoofdstad Lima naar aanleiding van de Panama Papers.
- Het Venezolaanse hooggerechtshof haalt een streep door een amnestiewet die tot de vrijlating van leden van de oppositie moest leiden. President Maduro vroeg het hof om de wet ongeldig te verklaren.
- Bij een crash van een gevechtshelikopter van het Russische leger in Syrië komen de twee piloten van het toestel om het leven.
- De autoriteiten in de Verenigde Staten slaan alarm over het zikavirus. Volgens hen is de impact van het zikavirus 'enger' voor het land dan eerder rekening mee werd gehouden.
- In het zuiden van Chili spoelen duizenden dode sardientjes aan.
- De Macedonische president Ivanov geeft opdracht om alle juridische onderzoeken naar een afluisterschandaal waarin de overheid jarenlang 20.000 mensen illegaal afluisterde te staken.

### 13 april
- Na de Braziliaanse Democratische Beweging Partij (PMDB) stapt ook de Progressieve Partij (PP) uit de coalitieregering van president Dilma Rousseff.
- In de Franse hoofdstad Parijs komen belastingdienstmedewerkers en fiscalisten van over de hele wereld bijeen voor een OESO-spoedoverleg naar aanleiding van de onthullingen uit de Panama Papers.
- De Panamese politie doet een inval bij het juridisch adviesbureau Mossack Fonseca naar aanleiding van de Panama Papers.
- In de gebieden onder controle van de Syrische regering vinden er parlementsverkiezingen plaats.
- In Mali komen drie Franse militairen om het leven nadat het voertuig waarin zij zaten door een landmijn reed.
- Bij een bouwkraanongeluk in China komen zeker achttien mensen om het leven.
- De rechtbank Rotterdam legt Bart van U. tbs met dwangverpleging op voor de moord op de Nederlandse oud-minister van Volksgezondheid Els Borst.
- Saoedi-Arabië kampt met overstromingen als gevolg van zware regenval.

### 14 april
- Amerikaanse onderzoekers stellen dat er geen twijfel meer bestaat over het verband tussen het zikavirus en geboorteafwijkingen zoals microcefalie.
- In de Macedonische hoofdstad Skopje gaan duizenden mensen de straat op om te protesteren tegen het besluit van president Ivanov om amnestie te geven aan politici die betrokken zijn bij een afluisterschandaal waarin zo'n 20.000 mensen jarenlang werden afgeluisterd.
- De Surinaamse president Bouterse kondigt een crisisplan aan om de economie van het land uit het slop te trekken. Het land kampt met grote betalingsachterstanden en met een grote waardedaling van de Surinaamse munt.
- Ecuadoriaanse rijken ontduiken belasting door gebruik te maken van belastingconstructies via onder andere Nederland. Dat melden Trouw en Het Financieele Dagblad op basis van gelekte documenten die de Panama Papers worden genoemd.
- Er duikt een document uit de Tweede Wereldoorlog op waarin de Duitse bezetter de overgave van de stad Rotterdam eist. De Rotterdamse oud-burgemeester Pieter Oud verklaarde na de oorlog voor de parlementaire enquêtecommissie dat het document verloren was gegaan.
- Uit een rapport van tientallen hulporganisaties blijkt dat er sinds 2010 zeker 5 miljoen armen bij zijn gekomen in Europa. Ook nemen volgens het rapport de inkomensverschillen steeds meer toe. Als oorzaak noemen de hulporganisaties de bezuinigingen op de sociale voorzieningen.
- Als onderdeel van een anti-terreurplan van de Belgische regering worden er in het land duizend camera's geplaatst voornamelijk langs snelwegen en bij grensovergangen.
- De Inspectie voor de Gezondheidszorg stelde het Universitair Medisch Centrum Utrecht vorige week onder verscherpt toezicht na twee verzwegen dodelijke incidenten.
- Het Oekraïense parlement kiest parlementsvoorzitter Volodymyr Grojsman tot nieuwe premier van het land. Hij volgt hiermee de afgetreden Arseni Jatsenjoek op.
- Het Europees Parlement stemt in met het opslaan en delen van gegevens van vliegtuigpassagiers.
- Het Europees Parlement stemt in met strenge en uniforme privacyregels die gaan gelden voor multinationals.
- In Zimbabwe gaan duizenden mensen de straat op om te protesteren tegen het beleid van de regering van president Robert Mugabe.
- Een aardbeving met een kracht van 6,5 op de schaal van Richter treft het zuiden van Japan. Hierbij vallen tien doden en ruim duizend gewonden; meer dan 40.000 mensen raken dakloos.

### 15 april
- Het Braziliaanse Hooggerechtshof wijst een verzoek van president Rousseff om de afzettingsprocedure tegen haar stop te zetten af.
- Duitsland, Frankrijk, Italië, Spanje en het Verenigd Koninkrijk gaan informatie uitwisselen over brievenbusfirma's.
- De EU-landen komen overeen dat alle vliegtuigmaatschappijen de CO2-uitstoot vanaf 2021 moeten verminderen.
- De Spaanse minister van Energie, Industrie en Toerisme Jose Manuel Soria treedt af na de uithullingen uit de Panama Papers dat hij geld zou hebben weggesluid naar belastingparadijzen in Jersey en Panama.
- De Belgische minister van Mobiliteit Jacqueline Galant stapt op omdat ze in bezit was van een eerder rapport van de Europese Commissie, waarin gewaarschuwd werd dat de beveiliging van luchthaven Zaventem onder de maat was.
- Negen schooljongens verdrinken in de Vietnamese rivier Trà Khúc.
- Het zuiden van Japan is opnieuw getroffen door een zware aardbeving, ditmaal met een kracht van 7,3 op de schaal van Richter. Er vielen tientallen doden en meer dan 700 gewonden.
- Suriname krijgt een noodkrediet van omgerekend 425 miljoen euro van het Internationaal Monetair Fonds.
- Bij de instorting van een appartementengebouw op het Spaanse eiland Tenerife vallen zeven doden.

### 16 april
- Venezuela zet de klok een uur vooruit om de energiecrisis in het land te bestrijden. Het Zuid-Amerikaanse land kampt met een ernstige energiecrisis als gevolg van droogte.
- In de Egyptische hoofdstad Caïro en in andere steden gaan duizenden mensen de straat op om te protesteren tegen het weggeven van twee eilanden in de Rode Zee aan Saoedi-Arabië door de Egyptische regering.
- Het bedrijf CR International koopt het Spaanse vliegveld Ciudad Real voor 56 miljoen euro. Het vliegveld werd in 2008 aangelegd en ging drie jaar later failliet.
- Een tornado eist aan vier mensen het leven in Uruguay.
- Gewapende strijders uit Zuid-Sudan doden zeker 140 burgers in Ethiopië. Het Ethiopische leger zette de achtervolging in en doodde zo'n zestig gewapende strijders.
- In de Surinaamse hoofdstad Paramaribo demonstreren honderden mensen voor het gebouw van De Nationale Assemblée tegen de regering van president Bouterse.
- Terreurgroep IS vernielde tijdens de tien maanden bezetting van de Syrische ruïnestad Palmyra 200 artefacten uit het stadsmuseum. Dat stellen Poolse kunstexperts vast na onderzoek.
- Op een muziekfestival in Buenos Aires komen vijf jonge mensen om het leven door het gebruik van partydrugs.
- In de Britse hoofdstad Londen nemen tienduizenden mensen deel aan een protestmars tegen bezuinigingen op het onderwijs, de gezondheidszorg en de sociale voorzieningen door de regering van premier Cameron.
- Paus Franciscus neemt twaalf Syrische vluchtelingen mee naar Rome na zijn bezoek aan het vluchtelingenkamp op het Griekse eiland Lesbos.

### 17 april
- Een zware aardbeving met een kracht van 7,8 op de schaal van Richter treft de Ecuadoriaanse kust. Hierbij vallen honderden doden en duizenden gewonden. Na de aardbeving roept de regering van Ecuador de noodtoestand uit voor zes provincies in het land. (Lees verder)
- De nieuwe regering van Myanmar laat 83 politieke gevangenen vrij.
- Saoedi-Arabië neemt negen Guantanamo Bay-gevangenen uit Jemen op.
- In de Belgische hoofdstad Brussel nemen duizenden mensen deel aan een mars tegen terreur.
- De Italiaanse wielrenner Enrico Gasparotto wint de 51e editie van de Amstel Gold Race.
- De Ba'ath-partij van de Syrische president Assad wint de parlementsverkiezingen op het grondgebied dat onder controle van de regering staat.

### 18 april
- Een ruime meerderheid van het Braziliaanse Lagerhuis stemt voor het afzetten van president Rousseff.
- Doordat het staakt-het-vuren door de strijdende partijden in Jemen niet wordt nageleefd, zijn de geplande vredesbesprekingen tussen de Jemenitische regering in ballingschap en de Houthi-rebellen in Koeweit uitgesteld.
- Overstromingen door hevige regenval in het midden en zuiden van Chili eisen aan zeker twee mensen het leven; honderdduizend mensen raken dakloos en miljoenen mensen zitten zonder drinkwater.
- De Griekse politie omtruimt een deel van vluchtelingententenkamp in de haven van Piraeus. Griekenland wil het kamp ontruimd hebben voor het begin van het toeristenseizoen.
- Bij een helikopteraanval door Amerikaanse elitetroepen en een Koerdische anti-terreureenheid nabij de Iraakse stad Mosoel komt de lid van de oorlogsraad van IS Suleiman Abd Shabib al-Jabouri om het leven.
- Een rechtbank in Kiev veroordeelt twee Russische militairen tot veertig jaar cel wegens deelname aan het conflict in Oost-Oekraïne.
- In de strijd tegen terreurgroep IS stuurt de Verenigde Staten nog eens 217 militairen naar Irak.
- Turkije wordt opnieuw bestookt door raketten vanaf Syrië. Hierdoor komen vier mensen om het leven.

### 19 april
- Bij een bomaanslag in de Afghaanse hoofdstad Kabul vallen 64 doden en meer dan 300 gewonden. Terreurgroep Taliban eist de aanslag op.
- De Europese Unie trekt een bedrag van 100 miljoen euro uit voor humanitaire hulp en wederopbouw van Libië. Ook krijgt de Libische eenheidsregering hulp bij onder meer terrorismebestrijding, grensbewaking en de versterking van de politie.
- Overstromingen door hevige regenval in de Amerikaanse stad Houston eisen aan vijf mensen het leven.
- De Nederlandse koning Willem-Alexander opent officieel het nieuwe complex van het Internationaal Strafhof.
- Bij luchtaanvallen in het noordwesten van Syrië komen meer dan veertig mensen om het leven.
- Bij een zelfmoordaanslag op een bus in de Israëlische hoofdstad Jeruzalem komt de Palestijnse aanlagpleger om het leven.
- De Ethiopische langeafstandsloper Lemi Berhanu Hayle en zijn landgenote Atsede Baysa winnen respectievelijk bij de mannen en de vrouwen de marathon van Boston.
- Olympique Marseille ontslaat de Spaanse trainer Míchel. De oud-speler van Real Madrid moet boeten voor het catastrofale seizoen van l'OM, dat in de Ligue 1 is weggezakt naar een vijftiende plaats.

### 20 april
- De Amerikaanse presidentskandidaten Hillary Clinton en Donald Trump winnen de voorverkiezingen bij respectievelijk de Democraten en de Republikeinen in de staat New York.
- De Arabische hulporganisatie Rode Halvemaan begint met de evacuatie van 500 zieke en gewonde burgers en hun familieleden uit de vier omsingelde steden Al-Fu'ah, Kafriya, Madaya en Zabadani.
- De Franse regering verlengt de noodtoestand in het land tot na het EK voetbal 2016.
- De jury van de Laureus Awards kiest de Servische tennisser Novak Đoković en de Amerikaanse tennisster Serena Williams tot respectievelijk beste sportman en beste sportvrouw van 2015. Het Nieuw-Zeelands rugbyteam All Blacks worden uitgeroepen tot beste sportploeg.
- De NAVO-Ruslandraad komt voor het eerst bijeen sinds de Russische annexatie van het Oekraïense schiereiland de Krim.
- De kust van Ecuador wordt opnieuw getroffen door een aardbeving, ditmaal met een kracht van 6,1 op de schaal van Richter.
- Vorige week zijn honderden bootvluchtelingen verdronken bij een schipbreuk op de Middellandse Zee. Dat meldt het Hoog Commissariaat voor de Vluchtelingen.

### 21 april
- Bij een explosie op een chemiecomplex in de Mexicaanse stad Coatzacoalcos vallen meer dan twintig doden en ruim honderd gewonden.
- In de strijd tegen het elektriciteitstekort in het land schakelt Venezuela de stroom vier uur per dag uit.
- De Amerikaanse politie ontdekt een drugstunnel die loopt vanuit de Mexicaanse stad Tijuana naar het Amerikaanse San Diego. Met een lengte van bijna een kilometer is het een van de langste drugstunnels ooit ontdekt.
- Archeologen ontdekken een mummie van hoge adel van 4.500 jaar oud in Peru.
- De Duitse bondskanselier Angela Merkel krijgt de Four Freedoms Award toegekend voor haar 'moreel leiderschap' tijdens de Europese vluchtelingencrisis.
- De Wereldgezondheidsorganisatie verklaart Europa als eerste werelddeel officieel vrij van malaria.
- De Belgische kernreactor Doel 1 ligt tot minstens 31 mei stil wegens een defect in de vermogensregeling.
- De Europese Commissie sleept het Amerikaanse technologiebedrijf Google voor de rechter wegens oneerlijke concurrentie met zijn mobiele besturingssysteem Android.
- Een hittegolf in het zuiden van India eist aan meer dan honderd mensen het leven.
- De Indonesische president Joko Widodo brengt als derde president van het land een bezoek aan Nederland.
- Het Amerikaans onderzoeksbureau FBI betaalde meer dan 1,3 miljoen dollar om de iPhone 5c van de San Bernardino-dader Rizwan Farook te laten kraken.

### 22 april
- Idriss Déby is gekozen voor een vijfde termijn als president van Tsjaad.
- De vredesonderhandelingen over Syrië worden volgende week herstart.
- De Belgische kernreactor Doel 3 ligt tot zaterdagavond stil nadat het gisteren uitviel na een testprogramma.
- Roemenië mag niet meedoen aan het Eurovisiesongfestival omdat de Roemeense publieke omroep TVR een miljoenenschuld heeft bij de European Broadcasting Union (EBU). Het is voor het eerst dat de EBU een land uitsluit van deelname aan het songfestival.
- Bij een schietpartij in de Amerikaanse staat Ohio komen zeven familieleden om het leven.
- Op het hoofdkwartier van de  Verenigde Naties in New York ondertekenen 171 landen het klimaatverdrag dat in december vorig jaar werd gesloten in Parijs.
- Na drie Europese titels op rij grijpt Kim Polling bij de EK judo in Kazan naast de medailles. In de strijd om het brons wordt de 25-jarige judoka na amper twee minuten op haar rug gegooid door Szabina Gercsak uit Hongarije.

### 23 april
- Het Openbaar Ministerie in Panama doet een inval bij het juridische advieskantoor Mossack Fonseca naar aanleiding van de onthulling van de zogeheten Panama Papers. Bij de inval werden zakken vol bewijsstukken in beslag genomen.
- Uit gelekte documenten die Panama Papers worden genoemd blijkt dat de voormalige Belgisch-Nederlandse bank en verzekeraar Fortis duizenden rijke klanten heeft geholpen met belastingontwijking via belastingparadijzen.
- Bij bombardementen door het Syrische regeringsleger op de steden Aleppo en Douma komen zeker 25 mensen om het leven. Dat meldt het Syrisch Observatorium voor de Mensenrechten.
- In de Duitse stad Hannover gaan tienduizenden mensen de straat op om te protesteren tegen het vrijhandelsakkoord TTIP tussen de Verenigde Staten en de Europese Unie.

### 24 april
- Noord-Korea lanceert opnieuw een langeafstandsraket. De regering van het land zegt hiermee te stoppen als de Verenigde Staten stoppen met hun jaarlijkse militaire oefeningen met buurland Zuid-Korea.
- De Verenigde Staten sturen geen grondtroepen naar Syrië. Dat zegt de Amerikaanse president Obama.
- Het Federaal Agentschap voor Nucleaire Controle concludeert na uitgebreide tests dat de Belgische kerncentrales veilig zijn. Buurlanden Duitsland, Luxemburg en Nederland maken zich sinds de ontdekking van scheuren in de kerncentrales Doel 3 en Tihange 2 zorgen over de veiligheid.
- In de Duitse stad Hannover vindt er op hoog niveau overleg plaats tussen de Verenigde Staten en de Europese Unie over het handelsverdrag TTIP.
- De Nederlandse voetbalclub Feyenoord wint voor twaalfde keer de KNVB beker.
- De Servische centrumrechtse partij SNS van premier Vucic wint de parlementsverkiezingen in het land.

### 25 april
- In de strijd tegen terreurgroep IS stuurt de Verenigde Staten 250 extra militairen naar Syrië.
- Het Jemenitische regeringsleger verovert met behulp van Saudische luchtsteun de havenstad Al Mukalla op terreurgroep Al Qaida. Bij bombardementen op de stad komen meer dan 800 Al-Qaida-strijders om het leven.
- Het metrostation Maalbeek in Brussel heropent na de aanslag van 22 maart.
- Bij een schietpartij in de Franse stad Grenoble vallen twee doden.
- In Pakistan komen minstens 23 mensen om het leven na het eten van het besmette snoep laddu.

### 26 april
- Bij een explosie in een bus in de Armeense hoofdstad Jerevan vallen twee doden.
- Duizenden mensen in het noordoosten van Spanje zijn besmet met het norovirus na het drinken van flessenwater dat vervuild was met menselijke ontlasting.
- Vanuit de lanceerbasis in Frans-Guyana is de ESA-aardobservatie-satelliet Sentinel-1B gelanceerd.
- Op een computer van de kerncentrale Gundremmingen is malware aangetroffen. Omdat de gevoelige onderdelen van de kerncentrale niet op het internet zijn aangesloten levert de malware geen gevaar voor het personeel en de omwonenden.
- De Italiaanse voetbalclub Juventus wint voor de vijfde keer de Serie A.
- Het hooggerechtshof in Papoea-Nieuw-Guinea oordeelt dat het Australische opvangkamp voor illegale bootvluchtelingen op het Papoea-Nieuw-Guinese eiland Manus in strijd is met de grondwet.
- Een Britse rechtbankjury oordeelt dat de Sheffieldse politie schuldig is aan de Hillsboroughramp in 1989, waarbij 96 Liverpool-supporters om het leven kwamen.
- Een groep van 600 vluchtelingen neemt de controle over het vluchtelingenkamp op het Griekse eiland Lesbos.
- In Luxemburg begint de rechtszaak tegen de klokkenleiders van LuxLeaks.
- De Spaanse koning Felipe schrijft nieuwe parlementsverkiezingen uit nadat hij tot de conclusie kwam dat geen enkele combinatie van partijen een absolute meerderheid haalt in het Spaanse parlement.

### 27 april
- De Amerikaanse presidentskandidaat Donald Trump wint de Republikeinse voorverkiezingen in de noordoostelijke staten Connecticut, Delaware, Maryland, Pennsylvania en Rhode Island. Bij de Democraten wint Hillary Clinton in de staten Connecticut, Delaware, Maryland en Pennsylvania.
- Bij een schietpartij in een kazerne in Kaapverdië komen acht militairen en drie burgers om het leven.
- België levert terreurverdachte Salah Abdeslam uit aan Frankrijk. Hij wordt verdacht van betrokkenheid bij de aanslagen in Parijs van november 2015.
- De Papoea-Nieuw-Guinese regering sluit het opvangkamp voor bootvluchtelingen op het eiland Manus nadat het hooggerechtshof van Papoea-Nieuw-Guinea oordeelde dat het opvangkamp in strijd is met de grondwet.
- In de strijd tegen het elektriciteitstekort in Venezuela verkort president Maduro de werkweek naar twee dagen.
- Een Brexit kost Britse huishoudens 2.200 pond sterling. Dat zegt de OESO.
- De Verenigde Staten stuurt twee F-22's naar Litouwen.
- Het Oostenrijkse parlement stemt in met een strenge asielwet. Met deze wet kunnen vluchtelingen teruggestuurd worden als er te veel binnenkomen.
- De Vereniging van Medici in Suriname luidt de noodklok over het dreigende tekort aan medicijnen in de Surinaamse ziekenhuizen.

### 28 april
- De VN-gezant voor Syrië Staffan de Mistura roept Rusland en de Verenigde Staten op om invloed uit te oefenen op de deelnemers aan de vredesbesprekingen zodat het afgesproken staakt-het-vuren gered kan worden.
- De Indiase regering stelt vanaf begin 2017 een noodknop op alle mobiele telefoons verplicht. De maatregel wordt genomen om gevallen van seksueel geweld tegen vrouwen in het land te doen dalen.
- Vanaf de nieuwe Russische lanceerbasis Vostotsjni is een Sojoez-raket met aan boord drie satellieten gelanceerd.
- Oostenrijk schendt internationale wetgeving met zijn nieuwe asielwet. Dat zegt Amnesty International.
- De Belgische overheid stelt volgend jaar uit voorzorg jodiumtabletten beschikbaar aan alle Belgen.
- Bij een luchtaanval op een ziekenhuis in de Syrische stad Aleppo komen minsten vijftig mensen om het leven, waaronder de laatste kinderarts van de stad. Dat meldt het Syrisch Observatorium voor de Mensenrechten.
- Australische wetenschappers stellen dat de helft van de koraal van het Groot Barrièrerif dood is.
- Het Amerikaanse mediaconcern Comcast neemt het Amerikaanse animatiestudio DreamWorks Animation over.

### 29 april
- Bij luchtaanvallen in de Syrische stad Aleppo vallen twintig doden.
- Het Colombiaanse Hooggerechtshof stemt in met het homohuwelijk.
- Ondanks de humanitaire hulpverlening aan de slachtoffers van de Syrische Burgeroorlog, lijden er nog steeds veel mensen honger in Syrië. Dat zegt VN-noodhulpcoördinator Stephen O'Brien.
- Bij opgravingen in de Spaanse stad Sevilla zijn negentien amfora's met merendeels bronzen Romeinse munten gevonden.
- Bij een helikoptercrash in Noorwegen komen zeker elf mensen om het leven.
- De Vlaamse minister van Financiën, Begroting en Energie Annemie Turtelboom neemt ontslag nadat ze in opspraak raakte na de invoering van een energieheffing die bekend staat als 'Turteltaks'.
- Overstromingen door hevige regenval eisen aan veertien mensen het leven in de Keniaanse hoofdstad Nairobi.
- Vier mensen komen om na het instorten van een grote berg afval in de Guatemalaanse hoofdstad Guatemala-Stad.
- De Belgische regering verlengt de patrouilles door militairen op straat tot 2 juni.
- Het Nederlandse kabinet besluit het noodlijdende Koninklijke Nederlandse Munt te verkopen.

### 30 april
- In de Verenigde Staten valt een eerste dode als gevolg van het zikavirus. Het gaat om een man die in Puerto Rico overleed.
- De coalitie van hervormingsgezinden en gematigde conservatieven Lijst van Hoop wint de parlamentsverkiezingen in Iran.
- De vertrekhal van de Luchthaven Zaventem gaat deels weer open. Het gebouw raakte zwaar beschadigd bij de aanslagen in Brussel op 22 maart 2016.
- Bij een aanslag met een autobom in een dorp in de buurt van de Iraakse hoofdstad Bagdad komen meer dan twintig mensen om het leven.
- De Iraakse regering roept de noodtoestand uit nadat sjiitische demonstranten het parlementsgebouw hebben bestormd.
- Overstromingen als gevolg van hevige regenval eisen zes mensenlevens in de Amerikaanse staat Texas.

## Overleden
<< · januari · februari · maart · april · mei · juni · juli · augustus · september · oktober · november · december · >>